# Precessione del perielio dell'orbita di Mercurio

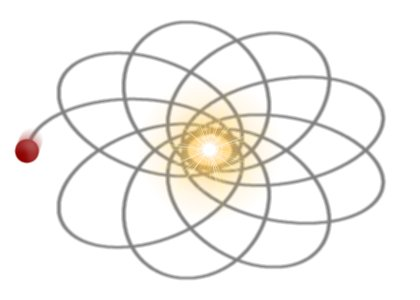
Precessione del perielio (fortemente esagerata).

Per precessione del perielio dell'orbita di Mercurio si intende la precessione (rotazione) del perielio (il punto più vicino al Sole) dell'orbita del pianeta Mercurio.
Tra tutti i pianeti del sistema solare, Mercurio è quello che presenta la precessione del perielio più accentuata, essendo il più vicino al Sole.

## Storia

Animazione della precessione del perielio di Mercurio (animazione non in scala).

Il fenomeno è previsto dalla teoria della gravitazione universale di Isaac Newton, ma Urbain Le Verrier, per primo, scoprì che questo pianeta avanza più velocemente di quello che prevede la teoria stessa: dalle osservazioni infatti è risultato che la longitudine del perielio, cioè la somma della longitudine del nodo ascendente e l'argomento del perielio, aumenta di 5600" (secondi d'arco) ogni secolo. Il dato previsto teoricamente tenendo conto dell'interazione con gli altri pianeti è invece di 5557"/secolo, con uno scarto di 43" circa.
Diverse soluzioni furono proposte per risolvere questo problema:
- Le Verrier nel 1859[1][2] propose l'esistenza di un ipotetico pianeta Vulcano, la cui orbita sarebbe interna a quella di Mercurio. Le Verrier aveva applicato pochi anni prima lo stesso metodo ai pianeti esterni, "scoprendo" in modo sensazionale il pianeta Nettuno senza aver bisogno di vederlo.
- Un ipotetico satellite di Mercurio
- Massa del 10% maggiore per Venere
- Non sfericità del Sole (J2 gravitazionale)
- Modifiche della gravitazione universale: {\displaystyle F=G{\frac {mm'}{d^{2+\epsilon }}}}

Nel 1919 Albert Einstein annunciò che la sua teoria della relatività generale prevedeva una precessione del perielio dei pianeti anche in assenza di interazione tra di essi (mentre la meccanica classica prevede in tal caso che l'orbita sia un'ellisse fissa e immutabile), e che l'entità di questa precessione per Mercurio corrispondeva allo scarto osservato.

## Soluzione di Einstein

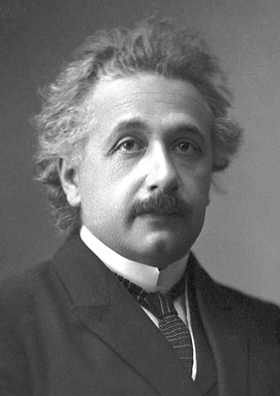
Einstein nel 1921.

In relatività generale è possibile dimostrare che, se la derivata del tensore metrico {\displaystyle g_{\mu \nu }} rispetto ad una coordinata {\displaystyle \alpha } è nulla (ovvero se la metrica è ciclica rispetto a tale coordinata), allora la derivata rispetto allo spazio proprio della quadrivelocità {\displaystyle u_{\alpha }} è nulla. Va sottolineato il fatto che il teorema vale solo per le componenti covarianti della quadrivelocità (i.e., la derivata di {\displaystyle u^{\alpha }} non è necessariamente nulla).
Fissando il moto nel piano {\displaystyle \theta =\pi /2}, la metrica di Schwarzschild non dipende né dal tempo né dall'angolo {\displaystyle \phi } e quindi esistono due integrali del moto, {\displaystyle u_{0}={\tilde {E}}} e {\displaystyle u_{3}={\tilde {L}}}. Infatti, l'invarianza temporale è associata a un'energia, mentre quella rotazionale a un momento angolare.
In più, essendo {\displaystyle g_{\mu \nu }u^{\mu }u^{\nu }=1}, si può scrivere, alzando coerentemente gli indici, l'equazione
{\displaystyle {\frac {{\tilde {E}}^{2}}{1-2GM/r}}-{\frac {{\dot {r}}^{2}}{1-2GM/r}}-{\frac {{\tilde {L}}^{2}}{r^{2}}}=1}
dove {\displaystyle {\dot {r}}} indica la derivata rispetto a {\displaystyle s}, e si è posto {\displaystyle c=1}.
Di qui si può ottenere un'equazione differenziale per {\displaystyle r(\phi )}, poiché sfruttando la regola di Leibniz {\displaystyle {\dot {r}}=-{\tilde {L}}^{2}/r^{2}\mathrm {d} r/\mathrm {d} \phi }.
Eseguendo poi la sostituzione {\displaystyle u=1/r}, in maniera analoga a quanto si è soliti fare per la soluzione del problema di Keplero, si ricava
{\displaystyle {\frac {\mathrm {d} ^{2}u}{\mathrm {d} \phi ^{2}}}+u={\frac {GM}{{\tilde {L}}^{2}}}+3GMu^{2}}
da confrontare con l'equazione newtoniana
{\displaystyle {\frac {\mathrm {d} ^{2}u}{\mathrm {d} \phi ^{2}}}+u={\frac {GM}{{\tilde {L}}^{2}}}}
L'incidenza del termine non lineare {\displaystyle 3GMu^{2}} rispetto al potenziale classico {\displaystyle u} vale, reinserendo il valore di {\displaystyle c} e sostituendo a {\displaystyle M} la massa del Sole e a {\displaystyle r} il raggio dell'orbita di Mercurio, {\displaystyle 3GM/c^{2}r\sim 10^{-7}}. 
Ciò significa che è possibile trattare tale termine perturbativamente.
La soluzione dell'equazione classica si scrive
{\displaystyle r_{N}(\phi )=A\cos(\phi +\phi _{0})+{\frac {GM}{{\tilde {L}}^{2}}}}
ovvero
{\displaystyle u_{N}={\frac {GM}{{\tilde {L}}^{2}}}(1+e\cos \phi )}
dove {\displaystyle e} è l'eccentricità dell'orbia ellittica.
Approssimando {\displaystyle 3GMu^{2}=3GMu_{N}^{2}}, l'equazione relativistica diventa
{\displaystyle {\frac {\mathrm {d} ^{2}u}{\mathrm {d} \phi ^{2}}}+u={\frac {GM}{{\tilde {L}}^{2}}}+{\frac {3G^{3}M^{3}}{{\tilde {L}}^{4}}}(1+2e\cos \phi )}
dove, valendo per Mercurio {\displaystyle e=0.206\ll 1}, si sono trascurati i termini in {\displaystyle e^{2}}.
Ancora, la costante {\displaystyle 3G^{3}M^{3}/{\tilde {L}}^{4}\ll GM/{\tilde {L}}^{2}} e quindi può essere anch'essa trascurata.
Rimane 
{\displaystyle {\frac {\mathrm {d} ^{2}u}{\mathrm {d} \phi ^{2}}}+u={\frac {GM}{{\tilde {L}}^{2}}}+{\frac {6G^{3}M^{3}}{{\tilde {L}}^{4}}}e\cos \phi }
Una soluzione particolare a tale equazione è data da
{\displaystyle u(\phi )={\frac {3G^{3}M^{3}}{{\tilde {L}}^{4}}}\phi \sin \phi +{\frac {GM}{{\tilde {L}}^{2}}}}
per cui, considerando anche la soluzione dell'equazione omogenea associata si ricava
{\displaystyle u(\phi )={\frac {GM}{{\tilde {L}}^{2}}}\left(1+e\cos \phi +{\frac {3eG^{2}M^{2}}{{\tilde {L}}^{2}}}\phi \sin \phi \right)}
Tale soluzione può essere convenientemente riscritta come
{\displaystyle u(\phi )={\frac {GM}{{\tilde {L}}^{2}}}\left[1+e\cos \left(\phi \left(1-{\frac {3G^{2}M^{2}}{{\tilde {L}}^{2}}}\right)\right)\right]}
come si può verificare espandendo il coseno e sviluppando per {\displaystyle G^{2}M^{2}/{\tilde {L}}^{2}\ll 1}.
A questo punto il perielio, ovvero il minimo per {\displaystyle r} corrisponde al massimo di {\displaystyle u}, e si ottiene quando il coseno vale 1, ovvero se l'argomento è pari a {\displaystyle 2\phi k} per {\displaystyle k} intero. Quindi avremo
{\displaystyle \phi _{k}={\frac {2k\pi }{1-3G^{2}M^{2}/{\tilde {L}}^{2}}}\sim 2\pi k\left(1+{\frac {3G^{2}M^{2}}{{\tilde {L}}^{2}}}\right)}
I perielii, quindi, non si susseguono a distanze angolari di {\displaystyle 2\pi }, ma sperimentano una precessione.
In particolare (essendo {\displaystyle r_{0}={\tilde {L}}^{2}/GM})
{\displaystyle \delta \phi ={\frac {6\pi G^{2}M^{2}}{{\tilde {L}}^{2}}}={\frac {6\pi GM}{r_{0}}}={\frac {6\pi GM}{c^{2}r_{0}}}=0.1''}
Si ottiene quindi un valore di 0,1 secondi d'arco per ogni rivoluzione di Mercurio: considerando il fatto che l'anno di Mercurio dura 0,24 anni terrestri, in un secolo recuperiamo i famosi 43 secondi non previsti dalla teoria classica.
Come si può evincere dall'espressione della precessione, essa è inversamente proporzionale al semiasse dell'orbita del pianeta: ciò spiega poiché l'anomalia era apprezzabile ai tempi della formulazione della Relatività generale solo per Mercurio, che tra i pianeti del sistema solare è quello per cui il raggio dell'orbita è minimo.
La precessione del perielio di Mercurio viene perciò considerata la prima conferma sperimentale della teoria della relatività generale, anche se le spiegazioni alternative furono escluse completamente molti anni dopo.

## Metodo di calcolo
Definendo k, costante gaussiana di gravitazione, dalla equazione
{\displaystyle k^{2}={\bar {n}}^{3}{\bar {a}}^{2}}
dove {\displaystyle {\bar {n}}} è il moto medio in radianti su giorno solare medio di un corpo con massa trascurabile rispetto a quella del Sole e {\displaystyle {\bar {a}}} è semiasse maggiore in Unità astronomica.
Dal 1938 si considera {\displaystyle k=0.01720209895} e si definisce {\displaystyle A} raggio dell'orbita perfettamente circolare di un corpo intorno al Sole di massa trascurabile con tempo di rivoluzione {\displaystyle {\frac {2\pi }{k}}=365.2568983}. Possiamo quindi esprimere {\displaystyle GM_{Sole}} come:
{\displaystyle GM_{Sole}=k^{2}{\frac {A^{3}}{D^{2}}}}, dove {\displaystyle D} è il giorno solare medio, pari a circa 86400 secondi.
Tradizionalmente si riportano i semiassi maggiori delle orbite dei pianeti in relazione ad {\displaystyle A}, e nel caso di Mercurio abbiamo {\displaystyle {\bar {a}}={\frac {a}{A}}=0.387099}, {\displaystyle e=0.205630} e {\displaystyle P=0.24085} anni (misure considerate costanti a meno di una parte su {\displaystyle 10^{5}} negli ultimi anni)
Scriviamo la formula dell'avanzamento del perielio di Mercurio corretta dalla relatività generale utilizzando i precedenti simboli:
{\displaystyle {\dot {\omega }}={\frac {6\pi k^{2}}{PD^{2}{\bar {a}}(1-e^{2})}}{\frac {A^{2}}{c^{2}}}}
La International Astronomical Union fornisce:
{\displaystyle A_{1976}=1.495978710^{11}m}
{\displaystyle c_{1976}=299792458ms^{-1}}
e dunque {\displaystyle {\dot {\omega }}=42.98} arc s su 100 anni.

## Dal 1919 ad oggi
Dal 1919 ad oggi si registra molta confusione sul valore della precessione del perielio dell'orbita di Mercurio, poiché durante tutto il '900 sia {\displaystyle A} che la velocità della luce {\displaystyle c} sono state misurate con sempre maggiore precisione, influenzando il valore della precessione, e conseguentemente articoli e libri di testo.
Per avere la completa corrispondenza fra previsione e misura sperimentale bisogna arrivare alla fine degli anni '70, quando è stato anche escluso un significativo contributo alla precessione da parte della asfericità del Sole.